# Saint-Pierre-de-Fursac
Saint-Pierre-de-Fursac este o comună în departamentul Creuse din centrul Franței. În 2009 avea o populație de 807 de locuitori.

## Evoluția populației
| An        | 1975 | 1982 | 1990 | 1999 | 2006 | 2009 |
| --------- | ---- | ---- | ---- | ---- | ---- | ---- |
| Populație | 872  | 817  | 805  | 787  | 808  | 807  |